# Tinglev (stacja kolejowa)
Tinglev – stacja kolejowa w Tinglev (Gmina Tinglev), w regionie Dania Południowa, w Danii.